# 沃勒斯豪森
沃勒斯豪森是德国下萨克森州的一个市镇。总面积9.15平方公里，总人口479人，其中男性243人，女性236人（2011年12月31日），人口密度52人/平方公里。